# Raymond Restaurand
Raymond Restaurand, né en 1627 à Pont-Saint-Esprit et mort en 1682, est un médecin français.

## Biographie
Il se fit recevoir docteur en médecine à Montpellier et exerça à Nîmes. Il fut un des premiers en France à professer la doctrine de la circulation du sang et publia à ce sujet en 1681 un traité : Magnus Hippocrates Cous redivivus. S'appuyant surtout sur Hippocrate, il préconise le vin et l'eau à la glace pour le traitement des fièvres malignes.

## Publications
- Figulus ; exercitatio medica de principiis fœtus, auctore Raymondo Restaurand,... Arausione : apud E. Rabanum, 1657. in-8 ̊, IV-28 p ;
- Monarchia microcosmi, Hippocratis magni, Platonis et Aristotelis insperato foedere restituta, in tres partes divisa, quarum prima commentarium continet in Hippocratis magni librum de corde ; altera, in varios textus ex libro primo de victus ratione, ejusdem authoris ; tertia, Divini Platonis mentem, ex ejus Timaeo depromptam... Quibus, prostata triplicis spiritus tyrannide, et sanguinis circulatione, animantis cor, supremo... imperio redintegratur..., 1657. 3 parties en 1 vol. in-4 ;
- Responsum figuli ad lutosas figulo-figuli animadversiones, seu Exercitatio medica de natura fœtus, ad veram Hippocratis, Platonis, et Aristotelis mentem. Arausioni : excudebat E. Rabanus, 1658. in-8 ̊, V-67 p ;
- Exercitatio medica de usu vini emetici in curatione febrium malignarum ad mentem Hippocratis. Adjuncta est Oeconomia physiologicorum Hippocratis. Parisiis : apud J. Dupuis, 1662. 2 parties en 1 vol. in-8 ̊[1] ;
- Hippocrates : de natura lactis et de usu in curationibus morborum. Arausioni : typis Celsitudinis suae et universitatis, 1667 ;
- Hippocrate de l'usage du boire à la glace, pour la conservation de la santé. Lyon : G. Nanty, 1670[2] ;
- Le sentiment d'Hippocrate touchant la circulation du corps humain, conforme à celui de Platon, d'Aristote et aux expériences. Lyon, 1675 ;
- Harveus de motu sanguinis in animalibus experientiis deceptus et erroris convictus. Avenione : typ. P. Offray, 1677 ;
- Hippocrate : de l'usage du China-China, pour la guérison des fièvres, Lyon, E. Vitalis, 1681, 135 p., In-12°, pièces limin.[3] ;
- Hippocrates : de inustionibus, sive fonticulis... autore Raymundo Restaurant... Adjuncta est Oeconomia physiologicorum Hippocratis redivivi. Lugduni : apud S. Vitalis, 1681[4] ;
- Magnus Hippocrates cous redivivus. 1681.